# Viadukt Włodowice
Der Viadukt Włodowice (früher Viadukt Waldowitz) ist ein Eisenbahnviadukt der Bahnstrecke Kłodzko–Wałbrzych (früher Dittersbach-Glatz) in Włodowice in der Woiwodschaft Niederschlesien in Polen.

## Bau
Das Viadukt wurde von 1880 bis 1882 gebaut. Zunächst wurde es nur mit drei Gleisträgerkästen auf der Südseite ausgestattet, da die Bahnstrecke zunächst nur eingleisig betrieben wurde. 1910 wurden 3 weitere Gleisträgerkästen auf der Nordseite hinzugefügt als die Bahnstrecke zweigleisig wurde.

## Beschreibung
Das Viadukt ist ein dreifeldriges, genietetes Blechträgerviadukt. Die Gesamtlänge beträgt 53,3 m und besteht aus 2 × 3 über ca. 17 m langen Stahlblechträgern. Die Höhe des Viadukts beträgt 18,6 m. Im Sommer 1892 wurde der ein Stützpfeiler des Viadukts beschädigt. Der Stützpfeiler wurde ersetzt. Das Viadukt über spannt ein kleines Tal, durch das ein Zufluss der Włodowice fließt. Die Włodowice ist namensgebend für die Ortschaft Waldowitz, die wiederum namensgebend für das Viadukt ist.